# Misracoccus xyliae
Misracoccus xyliae är en insektsart som först beskrevs av Ramakrishna 1930.  Misracoccus xyliae ingår i släktet Misracoccus och familjen pärlsköldlöss. Inga underarter finns listade i Catalogue of Life.